# ناحية القيروان
القيروان تسمى بليج أيضاً ناحية في قضاء سنجار محافظة نينوى، تبعها قرى البومتيوت الذين ينحدرون من أصول عشائر الزبيد القحطانية المذحجية التي أيضا تنحدر من عشائر اليمن قديما وقرى أخرى تسكنها العشائر العربية البدوية ويكثر فيها الزراعة.

## القرى
- قرية امكيبرة (تقع جنوب شرق القيروان)